# Torgueda
Torgueda est une localité de la commune portugaise de Vila Real.
Sa population était de 1 382 habitants en 2011.